# Liste der Museen im Landkreis Mühldorf am Inn
Die Liste der Museen im Landkreis Mühldorf am Inn gibt einen Überblick über aktuelle und ehemalige Museen im Landkreis Mühldorf am Inn in Bayern.

## Aktuelle Museen
| Gemeinde            | Name                                          | Kurzbeschreibung | gegründet/ eröffnet | Träger                       | Standort                                    | Bild | Link |
| ------------------- | --------------------------------------------- | --- | ------------------- | ---------------------------- | ------------------------------------------- | ---- | ---- |
| Kraiburg am Inn     | Heimatmuseum                                  | Das Museum zeigt Exponate aus der Geschichte Kraiburgs von der Zeit der Innschifffahrt und des Salzhandels bis zur Gegenwart. | 1935                | Kulturkreis Kraiburg e. V.   | Historische Salzstadel                      |      |      |
| Mühldorf am Inn     | Geschichtszentrum und Museum Mühldorf a. Inn  | Die Dauerausstellung und regelmäßige Sonderausstellungen befassen sich mit regionalgeschichtlichen Themen. Im nahe gelegenen Haberkasten befindet sich die Ausstellung Alltag, Rüstung, Vernichtung zur NS-Geschichte im Landkreis. | 11. Okt. 1908       | Landkreis Mühldorf am Inn    | Lodronhaus und Haberkasten                  |      |      |
| Mühldorf am Inn     | Mühldorfer Jagdmusseum                        | Der Mühldorfer Hans Kotter präsentiert eine Sammlung von Kuriositäten und Karikaturen „für Jäger und Gejagte“. |                     | Privat                       | !548.2401805512.5261005 48.24018 12.5261    |      |      |
| Neumarkt-Sankt Veit | Schulmuseum                                   | Im historischen Klassenzimmer mit alten Schulmöbeln werden Lehr- und Arbeitsmaterialien gezeigt. | Juni 2005           | Stadt Neumarkt-Sankt Veit    | Schloss Adlstein                            |      |      |
| Waldkraiburg        | Bilder erzählen – Sammlung Peter Schmidt      | Die Sammlung umfasst Werke der Genremalerei des 19. Jahrhunderts, vorwiegend von Künstlern der Münchner Schule und der Düsseldorfer Malerschule.                                                                                    | Juli 2022           | Private Stiftung             | !548.2078235512.4059015 48.207823 12.405901 |      |      |
| Waldkraiburg        | Bunker 29 Industriemuseum Waldkraiburg-Aschau | Die Ausstellung in einem Gebäude der Pulverfabrik von 1940 veranschaulicht die Waldkraiburger Industriegeschichte während und nach dem Zweiten Weltkrieg.                                                                           | 31. Mai 2008        | Stadt Waldkraiburg           | !548.2064065512.3967475 48.206406 12.396747 |      |      |
| Waldkraiburg        | Feuerwehrmuseum Bayern                        | Das Museum zeigt über 100 Fahrzeuge und rund 5000 Exponate aus mehr als 150 Jahren Feuerwehrgeschichte in Bayern. | 2012                | Feuerwehrmuseum Bayern e. V. | !548.2058505512.4086895 48.20585 12.408689  |      |      |
| Waldkraiburg        | Glasmuseum                                    | Die Ausstellung informiert über die Glasherstellung und zeigt eine Sammlung historischer und moderner Gläser aus Nordböhmen und der Waldkraiburger Glashütte.                                                                       | 10. Aug. 1991       | Stadt Waldkraiburg           | Haus der Kultur                             |      |      |
| Waldkraiburg        | Heimatstube Adlergebirge                      | Die Ausstellung zeigt kulturelle Zeugnisse der deutschen Bevölkerung im Adlergebirge, darunter Gebrauchsgegenstände und handwerkliche Erzeugnisse aus dem späten 19. und frühen 20. Jahrhundert.                                    | 1965                | Stadt Waldkraiburg           | Haus der Kultur                             |      |      |
| Waldkraiburg        | Stadtmuseum                                   | Die Ausstellung führt durch die Stadtgeschichte von der Vertriebenensiedlung zur einwohnerstärksten Stadt des Landkreises. Sport und Kultur ist ein eigener Raum gewidmet.                                                          | 25. Sep. 2005       | Stadt Waldkraiburg           | Haus der Kultur                             |      |      |

## Ehemalige Museen
| Gemeinde           | Name                     | Kurzbeschreibung | geschlossen/ aufgelöst | Träger                                       | Standort                    | Bild | Link |
| ------------------ | ------------------------ | --- | ---------------------- | -------------------------------------------- | --------------------------- | ---- | ---- |
| Haag in Oberbayern | Museum des Haager Landes | Der Schlossturm mit Heimatmuseum musste wegen Statikproblemen für die Öffentlichkeit geschlossen werden. Nach der Renovierung des Turms wurde das Museum nicht wieder eröffnet. | 2005                   | Geschichtsverein Reichsgrafschaft Haag e. V. | Burg Haag                   |      |      |
| Kraiburg am Inn    | Römermuseum              | Das Museum zeigte Funde aus den römischen Siedlungen von Kraiburg und Umgebung, eine Münzausstellung und einen Nachbau des Kraiburger Römermosaiks.                             | 26. Okt. 2014          | Kulturkreis Kraiburg e. V.                   | Ehemaliges Benefiziatenhaus |      |      |